# Kōshin'etsu
Kōshinetsu (en japonès:Kōshin'etsu 甲信越) és una subregió dins la regió de Chūbu al Japó. Consta de Tòquio, i els seus voltants, i el centre i est de Honshu. Aquesta zona comprèn la prefectura de Yamanashi, la de Nagano, i la de Niigata.
El nom de Kōshin'etsu és una forma composta dels noms de les antigues províncies del Japó adjacents; Kai (actualment Yamanashi), Shinano (actualment Nagano) i Echigo (actualment Niigata). Aquesta regió està envoltada per la Mar del Japó, la regió de Hokuriku i la regió de Tōkai, també per les regions de Kantō i la regió de Tōhoku. El nom d'aquesta zona geogràfica normalment es combina amb la regió de Kantō (com "Kantō-Kōshin'etsu"); i de vegades es combina amb la regió de Hokuriku (com "Kantō-Kōshin'etsu-Hokuriku" o "Hokuriku-Kōshin'etsu").